# Прокоп, Франтишек Йозеф
Фра́нтишек Йо́зеф Про́коп (чеш. František Josef Prokop, 18 июля 1901[…], Горжовице[…] — 21 сентября 1973, Прага) — чешский шахматист и шахматный композитор-этюдист. Использовал также псевдонимы «А. Седлачек» (A. Sedláček) и «Пражский» (Pražský). Судья международной категории по шахматной композиции (1956)
Учился в Чешском техническом университете, где изучал естественные и юридические науки, однако в конце концов решил стать журналистом. Долгое время работал редактором газеты «Národní listy», позднее — главным редактором газет «České slovo» и «Lidové noviny». Вскоре Прокоп становится также сильным шахматистом; в сентябре 1944 года его рейтинг Эло ставил Прокопа на 84-е место в мире.). Вместе с тем он всё больше сил, начиная с 1924 года, отдаёт композиции и теоретическим шахматным исследованиям; обе эти области его творчества находились в тесной связи.
Уже первые его этюды заслужили высокие оценки; судьи конкурсов отмечали совершенство их формы и богатство содержания. Он открыл этюдную тему «вечного пата», глубоко исследовал тему многократных эхо-патов и др. Часто публиковал свои этюды в советских изданиях. В 1943 году опубликовал авторский сборник с 212 этюдами.

## Избранные этюды
|   | a | b | c | d | e | f | g | h |   |
| - | --- | --- | --- | --- | --- | --- | --- | --- | - |
| 8 | d8 чёрный король · g7 белая ладья · a6 белый король · f6 чёрный слон · g4 чёрная пешка · d3 чёрная пешка · f2 белый слон · g2 чёрный слон | d8 чёрный король · g7 белая ладья · a6 белый король · f6 чёрный слон · g4 чёрная пешка · d3 чёрная пешка · f2 белый слон · g2 чёрный слон | d8 чёрный король · g7 белая ладья · a6 белый король · f6 чёрный слон · g4 чёрная пешка · d3 чёрная пешка · f2 белый слон · g2 чёрный слон | d8 чёрный король · g7 белая ладья · a6 белый король · f6 чёрный слон · g4 чёрная пешка · d3 чёрная пешка · f2 белый слон · g2 чёрный слон | d8 чёрный король · g7 белая ладья · a6 белый король · f6 чёрный слон · g4 чёрная пешка · d3 чёрная пешка · f2 белый слон · g2 чёрный слон | d8 чёрный король · g7 белая ладья · a6 белый король · f6 чёрный слон · g4 чёрная пешка · d3 чёрная пешка · f2 белый слон · g2 чёрный слон | d8 чёрный король · g7 белая ладья · a6 белый король · f6 чёрный слон · g4 чёрная пешка · d3 чёрная пешка · f2 белый слон · g2 чёрный слон | d8 чёрный король · g7 белая ладья · a6 белый король · f6 чёрный слон · g4 чёрная пешка · d3 чёрная пешка · f2 белый слон · g2 чёрный слон | 8 |
| 7 | d8 чёрный король · g7 белая ладья · a6 белый король · f6 чёрный слон · g4 чёрная пешка · d3 чёрная пешка · f2 белый слон · g2 чёрный слон | d8 чёрный король · g7 белая ладья · a6 белый король · f6 чёрный слон · g4 чёрная пешка · d3 чёрная пешка · f2 белый слон · g2 чёрный слон | d8 чёрный король · g7 белая ладья · a6 белый король · f6 чёрный слон · g4 чёрная пешка · d3 чёрная пешка · f2 белый слон · g2 чёрный слон | d8 чёрный король · g7 белая ладья · a6 белый король · f6 чёрный слон · g4 чёрная пешка · d3 чёрная пешка · f2 белый слон · g2 чёрный слон | d8 чёрный король · g7 белая ладья · a6 белый король · f6 чёрный слон · g4 чёрная пешка · d3 чёрная пешка · f2 белый слон · g2 чёрный слон | d8 чёрный король · g7 белая ладья · a6 белый король · f6 чёрный слон · g4 чёрная пешка · d3 чёрная пешка · f2 белый слон · g2 чёрный слон | d8 чёрный король · g7 белая ладья · a6 белый король · f6 чёрный слон · g4 чёрная пешка · d3 чёрная пешка · f2 белый слон · g2 чёрный слон | d8 чёрный король · g7 белая ладья · a6 белый король · f6 чёрный слон · g4 чёрная пешка · d3 чёрная пешка · f2 белый слон · g2 чёрный слон | 7 |
| 6 | d8 чёрный король · g7 белая ладья · a6 белый король · f6 чёрный слон · g4 чёрная пешка · d3 чёрная пешка · f2 белый слон · g2 чёрный слон | d8 чёрный король · g7 белая ладья · a6 белый король · f6 чёрный слон · g4 чёрная пешка · d3 чёрная пешка · f2 белый слон · g2 чёрный слон | d8 чёрный король · g7 белая ладья · a6 белый король · f6 чёрный слон · g4 чёрная пешка · d3 чёрная пешка · f2 белый слон · g2 чёрный слон | d8 чёрный король · g7 белая ладья · a6 белый король · f6 чёрный слон · g4 чёрная пешка · d3 чёрная пешка · f2 белый слон · g2 чёрный слон | d8 чёрный король · g7 белая ладья · a6 белый король · f6 чёрный слон · g4 чёрная пешка · d3 чёрная пешка · f2 белый слон · g2 чёрный слон | d8 чёрный король · g7 белая ладья · a6 белый король · f6 чёрный слон · g4 чёрная пешка · d3 чёрная пешка · f2 белый слон · g2 чёрный слон | d8 чёрный король · g7 белая ладья · a6 белый король · f6 чёрный слон · g4 чёрная пешка · d3 чёрная пешка · f2 белый слон · g2 чёрный слон | d8 чёрный король · g7 белая ладья · a6 белый король · f6 чёрный слон · g4 чёрная пешка · d3 чёрная пешка · f2 белый слон · g2 чёрный слон | 6 |
| 5 | d8 чёрный король · g7 белая ладья · a6 белый король · f6 чёрный слон · g4 чёрная пешка · d3 чёрная пешка · f2 белый слон · g2 чёрный слон | d8 чёрный король · g7 белая ладья · a6 белый король · f6 чёрный слон · g4 чёрная пешка · d3 чёрная пешка · f2 белый слон · g2 чёрный слон | d8 чёрный король · g7 белая ладья · a6 белый король · f6 чёрный слон · g4 чёрная пешка · d3 чёрная пешка · f2 белый слон · g2 чёрный слон | d8 чёрный король · g7 белая ладья · a6 белый король · f6 чёрный слон · g4 чёрная пешка · d3 чёрная пешка · f2 белый слон · g2 чёрный слон | d8 чёрный король · g7 белая ладья · a6 белый король · f6 чёрный слон · g4 чёрная пешка · d3 чёрная пешка · f2 белый слон · g2 чёрный слон | d8 чёрный король · g7 белая ладья · a6 белый король · f6 чёрный слон · g4 чёрная пешка · d3 чёрная пешка · f2 белый слон · g2 чёрный слон | d8 чёрный король · g7 белая ладья · a6 белый король · f6 чёрный слон · g4 чёрная пешка · d3 чёрная пешка · f2 белый слон · g2 чёрный слон | d8 чёрный король · g7 белая ладья · a6 белый король · f6 чёрный слон · g4 чёрная пешка · d3 чёрная пешка · f2 белый слон · g2 чёрный слон | 5 |
| 4 | d8 чёрный король · g7 белая ладья · a6 белый король · f6 чёрный слон · g4 чёрная пешка · d3 чёрная пешка · f2 белый слон · g2 чёрный слон | d8 чёрный король · g7 белая ладья · a6 белый король · f6 чёрный слон · g4 чёрная пешка · d3 чёрная пешка · f2 белый слон · g2 чёрный слон | d8 чёрный король · g7 белая ладья · a6 белый король · f6 чёрный слон · g4 чёрная пешка · d3 чёрная пешка · f2 белый слон · g2 чёрный слон | d8 чёрный король · g7 белая ладья · a6 белый король · f6 чёрный слон · g4 чёрная пешка · d3 чёрная пешка · f2 белый слон · g2 чёрный слон | d8 чёрный король · g7 белая ладья · a6 белый король · f6 чёрный слон · g4 чёрная пешка · d3 чёрная пешка · f2 белый слон · g2 чёрный слон | d8 чёрный король · g7 белая ладья · a6 белый король · f6 чёрный слон · g4 чёрная пешка · d3 чёрная пешка · f2 белый слон · g2 чёрный слон | d8 чёрный король · g7 белая ладья · a6 белый король · f6 чёрный слон · g4 чёрная пешка · d3 чёрная пешка · f2 белый слон · g2 чёрный слон | d8 чёрный король · g7 белая ладья · a6 белый король · f6 чёрный слон · g4 чёрная пешка · d3 чёрная пешка · f2 белый слон · g2 чёрный слон | 4 |
| 3 | d8 чёрный король · g7 белая ладья · a6 белый король · f6 чёрный слон · g4 чёрная пешка · d3 чёрная пешка · f2 белый слон · g2 чёрный слон | d8 чёрный король · g7 белая ладья · a6 белый король · f6 чёрный слон · g4 чёрная пешка · d3 чёрная пешка · f2 белый слон · g2 чёрный слон | d8 чёрный король · g7 белая ладья · a6 белый король · f6 чёрный слон · g4 чёрная пешка · d3 чёрная пешка · f2 белый слон · g2 чёрный слон | d8 чёрный король · g7 белая ладья · a6 белый король · f6 чёрный слон · g4 чёрная пешка · d3 чёрная пешка · f2 белый слон · g2 чёрный слон | d8 чёрный король · g7 белая ладья · a6 белый король · f6 чёрный слон · g4 чёрная пешка · d3 чёрная пешка · f2 белый слон · g2 чёрный слон | d8 чёрный король · g7 белая ладья · a6 белый король · f6 чёрный слон · g4 чёрная пешка · d3 чёрная пешка · f2 белый слон · g2 чёрный слон | d8 чёрный король · g7 белая ладья · a6 белый король · f6 чёрный слон · g4 чёрная пешка · d3 чёрная пешка · f2 белый слон · g2 чёрный слон | d8 чёрный король · g7 белая ладья · a6 белый король · f6 чёрный слон · g4 чёрная пешка · d3 чёрная пешка · f2 белый слон · g2 чёрный слон | 3 |
| 2 | d8 чёрный король · g7 белая ладья · a6 белый король · f6 чёрный слон · g4 чёрная пешка · d3 чёрная пешка · f2 белый слон · g2 чёрный слон | d8 чёрный король · g7 белая ладья · a6 белый король · f6 чёрный слон · g4 чёрная пешка · d3 чёрная пешка · f2 белый слон · g2 чёрный слон | d8 чёрный король · g7 белая ладья · a6 белый король · f6 чёрный слон · g4 чёрная пешка · d3 чёрная пешка · f2 белый слон · g2 чёрный слон | d8 чёрный король · g7 белая ладья · a6 белый король · f6 чёрный слон · g4 чёрная пешка · d3 чёрная пешка · f2 белый слон · g2 чёрный слон | d8 чёрный король · g7 белая ладья · a6 белый король · f6 чёрный слон · g4 чёрная пешка · d3 чёрная пешка · f2 белый слон · g2 чёрный слон | d8 чёрный король · g7 белая ладья · a6 белый король · f6 чёрный слон · g4 чёрная пешка · d3 чёрная пешка · f2 белый слон · g2 чёрный слон | d8 чёрный король · g7 белая ладья · a6 белый король · f6 чёрный слон · g4 чёрная пешка · d3 чёрная пешка · f2 белый слон · g2 чёрный слон | d8 чёрный король · g7 белая ладья · a6 белый король · f6 чёрный слон · g4 чёрная пешка · d3 чёрная пешка · f2 белый слон · g2 чёрный слон | 2 |
| 1 | d8 чёрный король · g7 белая ладья · a6 белый король · f6 чёрный слон · g4 чёрная пешка · d3 чёрная пешка · f2 белый слон · g2 чёрный слон | d8 чёрный король · g7 белая ладья · a6 белый король · f6 чёрный слон · g4 чёрная пешка · d3 чёрная пешка · f2 белый слон · g2 чёрный слон | d8 чёрный король · g7 белая ладья · a6 белый король · f6 чёрный слон · g4 чёрная пешка · d3 чёрная пешка · f2 белый слон · g2 чёрный слон | d8 чёрный король · g7 белая ладья · a6 белый король · f6 чёрный слон · g4 чёрная пешка · d3 чёрная пешка · f2 белый слон · g2 чёрный слон | d8 чёрный король · g7 белая ладья · a6 белый король · f6 чёрный слон · g4 чёрная пешка · d3 чёрная пешка · f2 белый слон · g2 чёрный слон | d8 чёрный король · g7 белая ладья · a6 белый король · f6 чёрный слон · g4 чёрная пешка · d3 чёрная пешка · f2 белый слон · g2 чёрный слон | d8 чёрный король · g7 белая ладья · a6 белый король · f6 чёрный слон · g4 чёрная пешка · d3 чёрная пешка · f2 белый слон · g2 чёрный слон | d8 чёрный король · g7 белая ладья · a6 белый король · f6 чёрный слон · g4 чёрная пешка · d3 чёрная пешка · f2 белый слон · g2 чёрный слон | 1 |
|   | a | b | c | d | e | f | g | h |   |

Решение:
1. Сh4!! С:h4

2. Л:g4, далее один из двух вариантов.

(A) 2… Сf2

3. Л:g2 d2

4. Лg5! d1Ф

5. Лd5+! Ф:d5 пат

(Б) 2… Сf1

3. Л:h4 d2+

4. Крa5! d1Ф

5. Лd4+! Ф:d4 пат

Это пример любимой темы Прокопа — эхо-паты.

## Труды
- Prokop, František Josef. 212 Endspielstudien. A. Lapáček, Prag 1943.
- Prokop, František Josef. Zauber des Schachdiagramms. Ústřední dům dětí a mládeže Julia Fučíka, Prag 1968.